# Itaquari

Itaquari tillhör kommunen Cariacica, här markerad i delstaten Espírito Santo.

Itaquari är ett distrikt i kommunen Cariacica i östra Brasilien och ligger i delstaten Espírito Santo. Folkmängden uppgår till cirka 220 000 invånare. Itaquari är belägen strax väster om Vitória, delstatens huvudstad, och ingår i denna stads storstadsområde.

## Befolkningsutveckling
| Område             | Areal (km²)   | Invånarantal 1 augusti 2000 | Invånarantal 1 augusti 2010 |
| ------------------ | ------------- | --------------------------- | --------------------------- |
| Kommunen Cariacica | 279,86        | 324 285                     | 348 738                     |
| ...varav Itaquari  | Ingen uppgift | 204 916                     | 223 389                     |